# Lepkogłówka ziemniaczana
Lepkogłówka ziemniaczana (Atractiella solani (Cohn & J. Schröt.) Oberw. & Bandoni) – gatunek grzybów z klasy Atractiellomycetes.

## Systematyka i nazewnictwo
Pozycja w klasyfikacji według Index Fungorum: Phleogena, Phleogenaceae, Atractiellales, Incertae sedis, Atractiellomycetes, Pucciniomycotina, Basidiomycota, Fungi.
Po raz pierwszy opisali go w 1881 r. Ferdinand Julius Cohn i Joseph Schröter, nadając mu nazwę Pilacrea solani. W 1982 r. Franz Oberwinkler i Robert Joseph Bandoni przenieśli go do rodzaju Phleogena. Synonimy:
- Ecchyna solani (Cohn & J. Schröt.) Pat. 1900
- Pilacre solani (Cohn & J. Schröt.) Sacc. 1892
- Pilacrella solani Cohn & J. Schröt. 1887

Władysław Wojewoda w 1977 r. nadał mu polską nazwę tarczóweczka ziemniaczana, w 2003 r. zmienił ją na lepkogłówka ziemniaczana.

## Morfologia
Owocniki
Występują w grupach lub w rozproszeniu, mają wysokość 0,7–2 mm, są lekko galaretowate. Trzon o średnicy 50-300 µm, szeroko przytwierdzony do podłoża, białawo-szklisty do kremowego, w stanie wilgotnym prawie przezroczysty. Główka kulista do prawie kulistej, o średnicy 250–400 µm w eksykatach, w świeżych okazach do 1 mm.
Cechy mikroskopowe
Strzępki trzonu o średnicy 4–5(–6) µm, cienkościenne lub o ścianach średniej grubości, przeważnie równoległe, rozgałęzione i z okazjonalnymi anastomozami, przechodzące do główki i tam obficie rozgałęzione, cienkościenne. Płodne strzępki kończą się w probazydiach, hymenium pogrubiające się przez boczną lub obustronną proliferację. Probazydia wąsko maczugowate, 4-komórkowe. Dojrzałe podstawki o długości 60–100 µm, walcowate u góry, o średnicy 6–8 µm, zwężające się do 2–3 µm u nasady, komórka szczytowa z zarodnikiem wierzchołkowym, zarodniki trzech dolnych komórek jednostronne, w pobliżu wierzchołków komórek. Hyfidy 40–200 × 3–6 µm, powstają ze strzępek generatywnych w subhymenium, cienkościenne, często falisto wygięte, zwężające się stopniowo ku wierzchołkowi, wystające do 100 µm poza podstawki.

## Występowanie i siedlisko
Grzyb saprotroficzny. Podano jego stanowiska w Szkocji i w Polsce na gnijących ziemniakach, łętach ziemniaczanych i w glebie. W Polsce notowany tylko dwa razy: w 1889 r. we Wrocławiu (J. Schröter) i w 1979 r. (W. Wojewoda). Uznany za gatunek wymarły.